# Любань (Ленінградська область)
Любань (рос. Любань) — місто Тосненського району Ленінградської області Росії. Адміністративний центр Любанського міського поселення.
Населення — 4188 осіб (2010 рік). 